# Lozna (Sălaj)
Lozna é uma comuna romena localizada no distrito de Sălaj, na região histórica da Crișana (parte da Transilvânia). A comuna possui uma área de 61.13 km² e sua população era de 1060 habitantes segundo o censo de 2007.